# Makarjew
Makarjew (russisch Макарьев) ist eine Kleinstadt in der Oblast Kostroma (Russland) mit 7274 Einwohnern (Stand 14. Oktober 2010).

## Geografie
Die Stadt liegt in der Unscha-Niederung, etwa 180 Kilometer östlich der Oblasthauptstadt Kostroma, am rechten Ufer der Unscha, eines linken Nebenflusses der Wolga.
Makarjew ist Verwaltungszentrum des gleichnamigen Rajons.
Die Stadt liegt 50 Kilometer südlich von Neja, wo die Stammstrecke der auf diesem Abschnitt 1906 eröffneten Transsibirischen Eisenbahn (Streckenkilometer 598 ab Moskau) verläuft.

## Geschichte

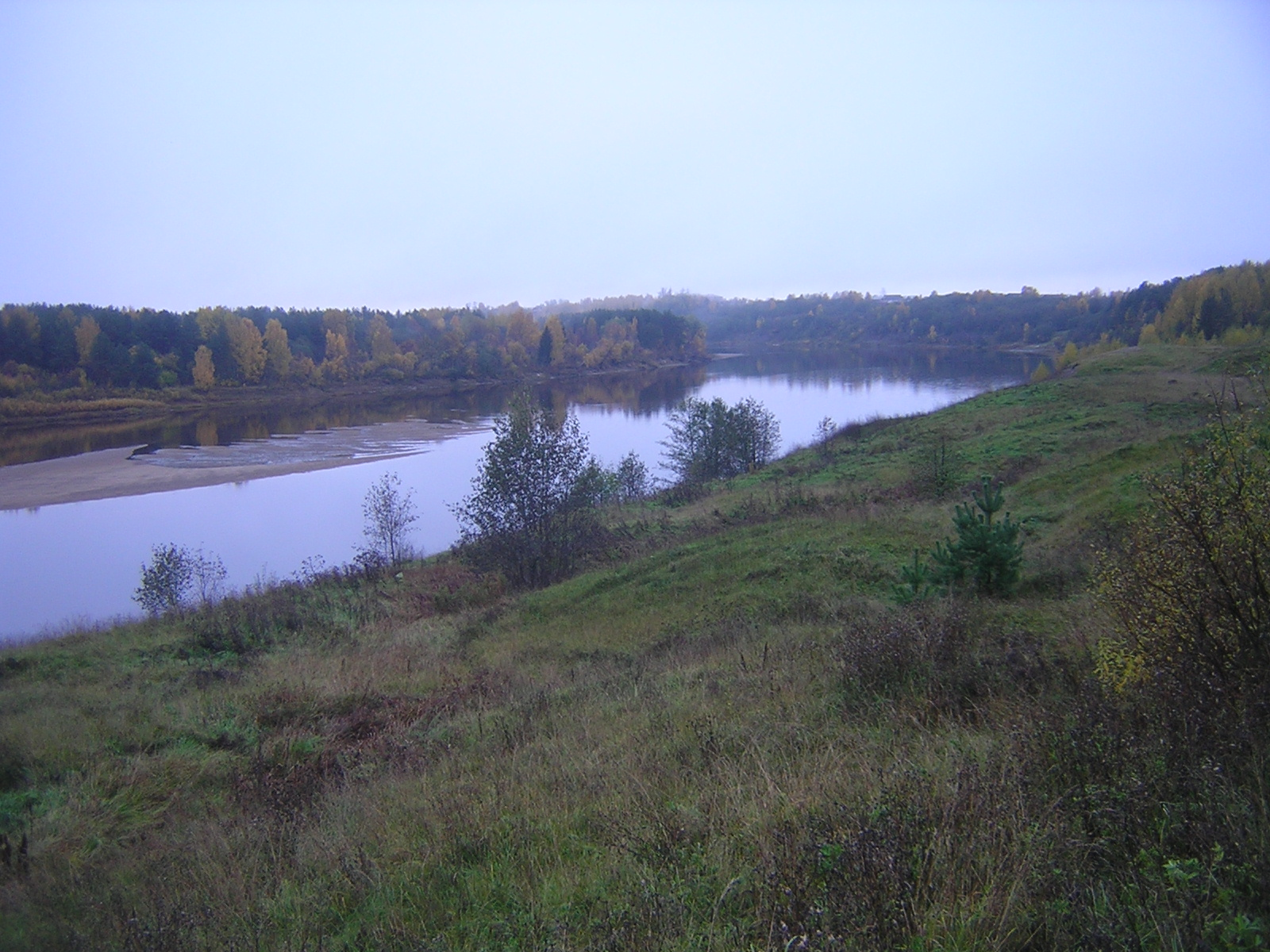
Die Unscha bei Makarjew

1439 wurde durch den Mönch Makarios (russisch Макарий/Makari; 1349–1444), der später von der russisch-orthodoxen Kirche als Wundertäter heiliggesprochenen an der Unscha eine Einsiedelei gegründet, welche später zu einem bedeutenden Kloster wurde (hatte vom 17. Jahrhundert bis 1929 den Status einer Lawra).
Um das Kloster entstand die Handelssiedlung (Sloboda) Makarjewskaja. Diese erhielt 1778 das Stadtrecht unter dem Namen Makarjew-na-Unsche (Makarjew an der Unscha), um Verwechslungen mit den gleichnamigen Ort an der Wolga (heute Makarjewo, Oblast Nischni Nowgorod) zu vermeiden. Dort hatte Makarios 1435 ebenfalls ein Kloster gegründet.
Im 19. Jahrhundert war die Stadt für die dreimal jährlich stattfindenden Märkte bekannt: den Epiphaniasmarkt im Winter, den Mariä-Verkündigungs-Markt im Frühjahr und des Eliasmarkt im Sommer.
Seit Ende des 19. Jahrhunderts heißt die Stadt nur noch Makarjew.

### Bevölkerungsentwicklung
| Jahr | Einwohner |
| ---- | --------- |
| 1897 | 6.046     |
| 1926 | 6.500     |
| 1939 | 8.464     |
| 1959 | 10.076    |
| 1970 | 9.337     |
| 1979 | 8.966     |
| 1989 | 9.153     |
| 2002 | 7.847     |
| 2010 | 7.274     |

Anmerkung: Volkszählungsdaten (1926 gerundet)

## Kultur und Sehenswürdigkeiten
In Makarjew befinden sich das Makarios-Unscha-Kloster (Макарьев-Унженский монастырь/Makarjew-Unschenski monastyr) aus dem 17. bis 18. Jahrhundert sowie die Alexander-Newski-Kathedrale (собор Александра Невского/sobor Alexandra Newskowo) von 1905. Die Stadt besitzt ein Heimatmuseum.

## Persönlichkeiten
- Hryzko Hryhorenko (1867–1924), ukrainische Schriftstellerin und Übersetzerin
- Serge Jaroff (1896–1985), Gründer und Leiter des ersten Donkosakenchors, geboren in Makarjew
- Emil Spiridonow (1925–1981), sowjetisch-russischer Admiral, Kommandeur der Pazifikflotte; geboren in Makarjew[2][3]
- Stanislaw Postnikow (1928–2012), Armeegeneral; geboren in Makarjew[4][5]

## Wirtschaft
In Makarjew gibt es Betriebe der Holzwirtschaft und der holzverarbeitenden Industrie. Eine Leinenweberei mit ehemals über 50 Angestellten stellte ihre Tätigkeit um das Jahr 1990 ein.